# 上野巴恵
上野 巴恵（うえの ともえ、1989年11月1日 - ）は、日本の女子柔道家。現役時の階級は70kg級、得意技は体落とし。グランドスラム・東京2011金メダリスト。2009年アジア柔道選手権大会金メダリスト。北海道旭川市出身。北海道旭川南高等学校卒業。

## 人物
上野三姉妹の三女で、長姉はオリンピックと世界選手権でそれぞれ2連覇した70kg級の上野雅恵。次姉は世界選手権を2連覇して、ロンドンオリンピックでは銅メダルを獲得した63kg級の上野順恵。

## 経歴
柔道一家の環境の下、3歳から柔道を始めた。旭川市立六合中学校3年の時には全国中学校柔道大会63kg級で優勝した。旭川南高校ではインターハイ70kg級3連覇を達成した。また、2006年の世界ジュニアをはじめとしたジュニアの国際大会でも次々と優勝して、その存在感を示した。しかしながら、2007年の全国高校選手権で左肘を怪我してからは、期待されるほどの結果を必ずしも示せずにいた。
2008年に、二人の姉も所属する女子柔道の名門・三井住友海上に入社した。2011年12月のグランドスラム・東京では、準決勝で中学時代からのライバルである田知本遥を指導2で破ると、決勝ではスペインの選手に内股で一本勝ちして、IJFワールド柔道ツアーで初優勝した。
その後、三井住友海上を退社して海上自衛官となり、自衛官アスリートの養成機関である自衛隊体育学校の所属となった。
2013年には全日本柔道選手権大会で5位になると、実業個人選手権で優勝した。しかし、2014年11月の講道館杯で初戦敗退して強化指定選手を外れたことを契機に引退した。三姉妹で一番の柔道センスがあると言われながら、オリンピック出場は叶わなかった。引退後は海上自衛隊の一般隊員となった。2016年には海上自衛隊所属として、講道館杯の78kg超級に出場した。
2018年に故郷の旭川市に戻り、父母の道場で指導を始めた。2021年現在は、旭川市に隣接する当麻町で指導を行っている。

## 戦績
- 2004年 - 全国中学校柔道大会 優勝
- 2005年 - アジアジュニア 優勝
- 2005年-2007年 - インターハイ  3連覇
- 2006年 - ロシアジュニア国際 優勝
- 2006年 - 全日本ジュニア 優勝
- 2006年 - 世界ジュニア 優勝
- 2006年 - 福岡国際 3位
- 2007年 - 全国高校選手権 団体戦 3位
- 2009年 - ワールドカップ・ウィーン 3位
- 2009年 - アジア柔道選手権大会 優勝
- 2009年 - グランプリ・アブダビ 2位
- 2010年 - ワールドカップ・ブダペスト 3位
- 2010年 - ワールドカップ・スウォン 3位
- 2011年 - ヨーロッパオープン・オーバーヴァルト 5位
- 2011年 - 体重別 3位
- 2011年 - 実業個人選手権 3位
- 2011年 - 講道館杯 2位
- 2011年 - グランドスラム・東京 優勝
- 2012年 - アジア柔道選手権大会 個人戦 2位 団体戦 優勝
- 2012年 - 実業個人選手権 2位
- 2013年 - 全日本柔道選手権大会 5位
- 2013年 - 実業個人選手権　優勝
- 2013年 - 講道館杯　3位
- 2013年 - グランプリ・チェジュ 2位
- 2014年 - ヨーロッパオープン・ローマ　5位
- 2014年 - 実業個人選手権　2位

(出典、JudoInside.com)